# معسكرات دير الزور

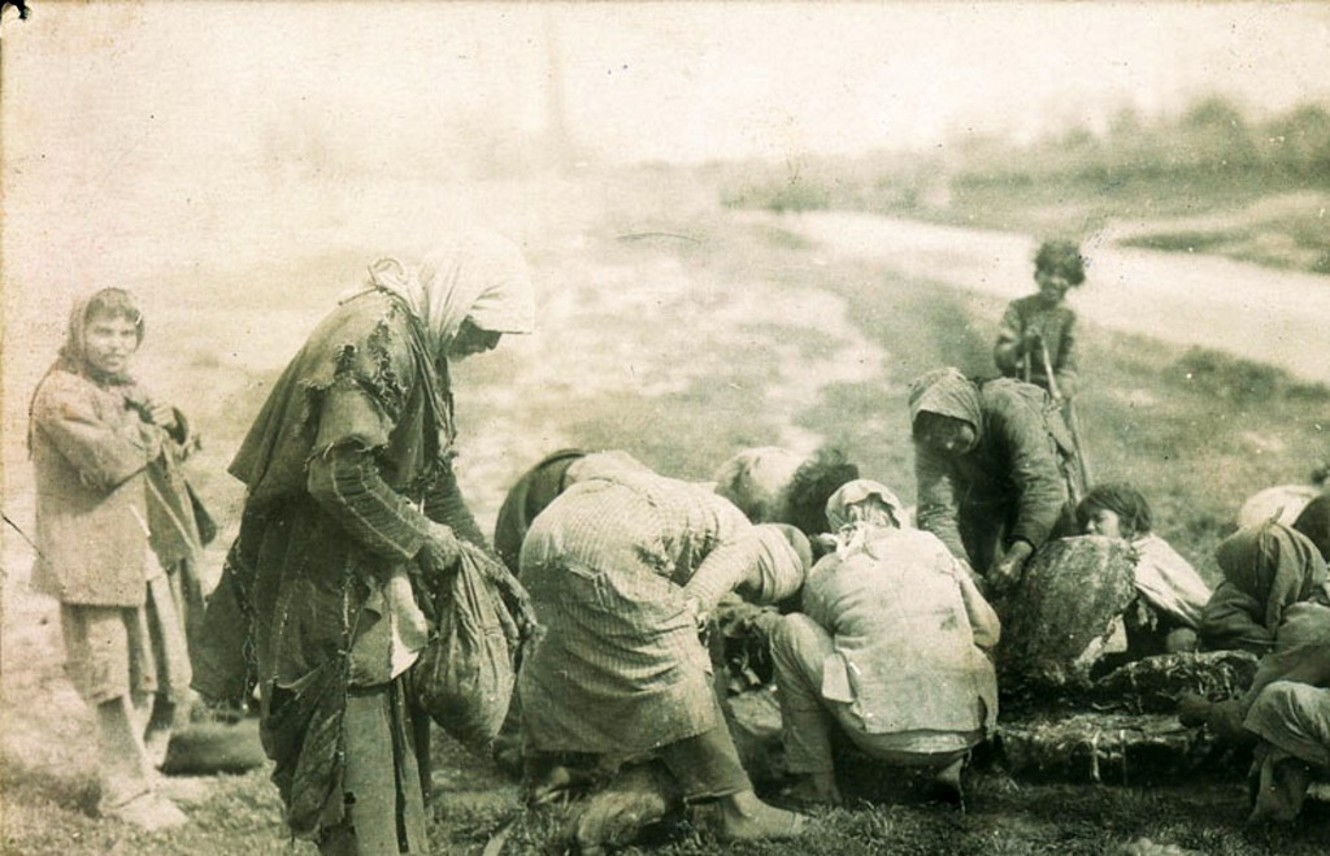
تجمع اللاجئين الأرمن بالقرب من جثة حصان ميت في دير الزور

كانت معسكرات دير الزور معسكرات اعتقال في قلب الصحراء السورية حيث أجبر الآلاف من اللاجئين الأرمن على مسيرات الموت خلال الإبادة الجماعية للأرمن. قدّر نائب قنصل الولايات المتحدة في حلب، جيسي بي. جاكسون، عدد اللاجئين الأرمن، في أقصى شرق دير الزور وجنوب دمشق، بـ150 ألف جميعهم كانوا معدمين تقريبًا.

## التاريخ
تم دفع هؤلاء الأرمن، الذين نجوا خلال الإبادة الجماعية في العامين 1915 و1916، إلى الأمام في اتجاهين: إما نحو دمشق، أو على طول نهر الفرات إلى دير الزور. وخلال الفترة الأولى من المجازر، تم وضع 30 ألف أرمني في مخيمات مختلفة خارج بلدة دير الزور. لقد كانوا تحت حماية الحاكم العربي علي سعاد بك حتى قررت السلطات العثمانية استبداله بصالح زكي بك، الذي اشتهر بقسوته ووحشيته. وعندما وصل اللاجئون، بمن فيهم النساء والأطفال، إلى دير الزور، قاموا بطهي العشب وأكلوا الطيور النافقة، لم يكن هناك «مخيم» تم تخطيطه للأرمن مع وجود كهف بالقرب من دير الزور لتخزين السجناء حتى جوعهم.

وفقًا لمجموعة حقوق الأقليات، فإن: 
 أولئك الذين نجوا من الرحلة الطويلة جنوبًا تم اقتيادهم إلى معسكرات اعتقال ضخمة في الهواء الطلق، كان أخطرها دير الزور... حيث تم تجويعهم وقتلهم من قبل الحراس الساديين. نجا عدد قليل من خلال الحماية السرية لعرب ودودين من القرى في شمال سوريا. 
 وفقًا لكريستوفر جاي ووكر، كان "الترحيل" مجرد تعبير لطيف عن القتل الجماعي. لم تُتخذ أي تدابير لرحلتهم أو منفاهم، كما مُنعوا في جميع الحالات تقريبًا من الطعام والماء ما لم يتمكنوا من رشوة حراسهم". أولئك الذين نجوا هبطوا بين جرابلس ودير الزور، وهو "معسكر اعتقال ضخم ومروع في الهواء الطلق".

## الإبادة الجماعية للأرمن
اضطهدت الحكومة العثمانية الشعب الأرمني وأجبرته على السير إلى مدينة دير الزور السورية والصحراء المحيطة بها، دون أي مرافق أو إمدادات كانت ستحافظ على حياة مئات الآلاف من المرحلين الأرمن خلال بعد مسيرتهم القسرية إلى الصحراء السورية.
وفّر فاضل العبود، عمدة دير الزور، لهم الطعام والسكن وسبل العيش والأمن. رد الأرمن الجميل إلى العبود عندما حكمت عليه سلطات الاستعمار الفرنسي بالإعدام في حلب، حيث دعموه ودافعوا عنه، مما دفع الفرنسيين إلى إلغاء حكم إعدامه والاكتفاء بنفيه إلى جسر الشغور فقط.

## النصب التذكاري

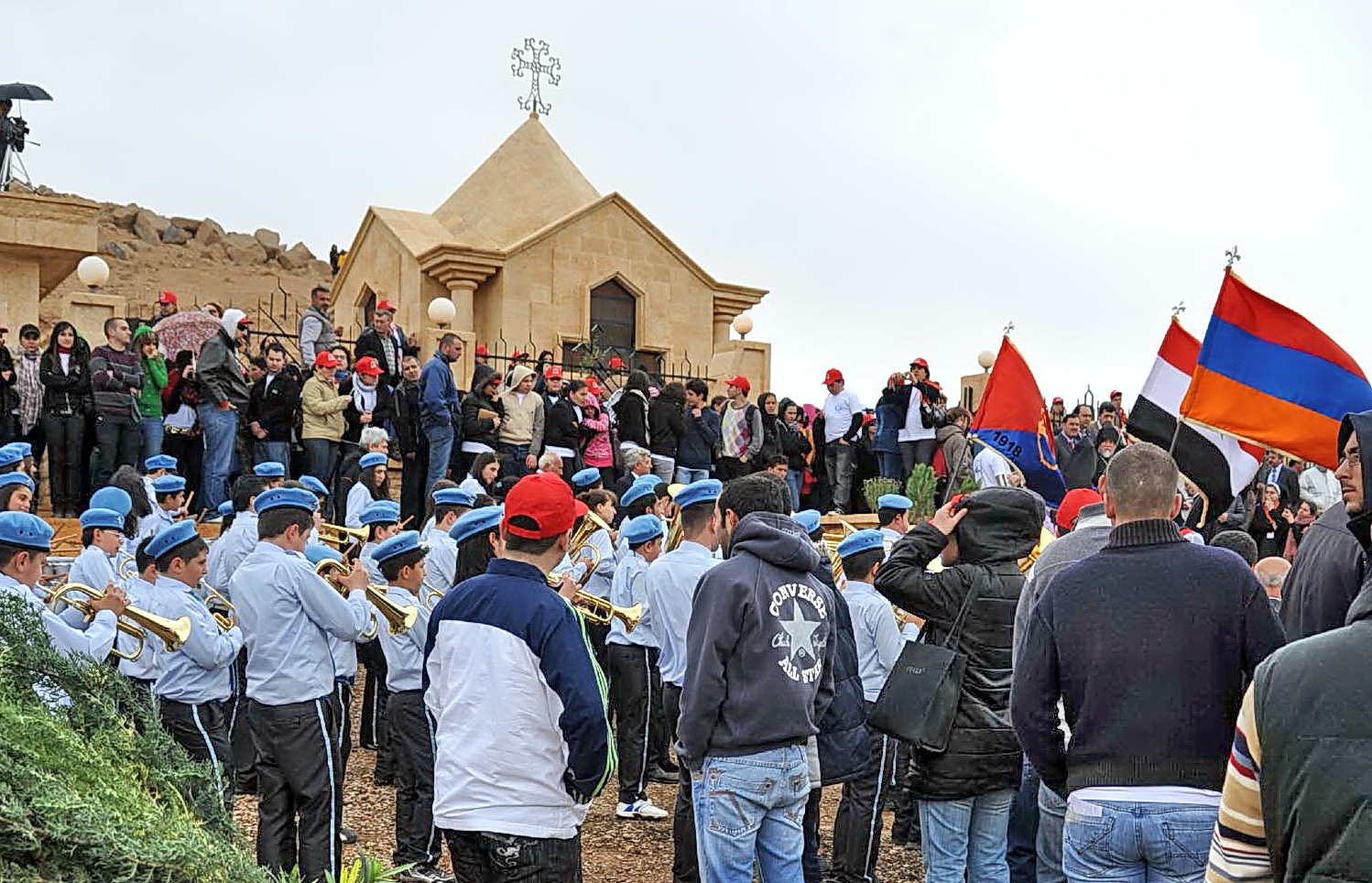
تجمع الحجاج الأرمن في قرية مرغدة السورية قرب دير الزور لإحياء الذكرى 94 للإبادة الجماعية للأرمن

في قرية مركدة (على بعد 88 كيلومتر من دير الزور)، كانت هناك كنيسة أرمنية مخصصة لأولئم الذين ذبحوة هناك أثناء الإبادة الجماعية، والتي «تضم بعض عظام الموتى». يحج اللبنانيون والسوريون إلى هذا النصب التذكاري بتنظيم من الكنيسة الرسولية الأرمنية في حلب.

في 20 أكتوبر 2008، لاحظ وزير ظل المالية الفيدرالي الأسترالي وسياسة المنافسة وإلغاء القيود وعضو مجلس النواب الأسترالي جو هوكي، 
 على مدى السنوات الثلاث القادمة [حتى 1915]، أمرت الحكومة التركية بترحيل ما تبقى من الأرمن في الدولة العثمانية إلى معسكرات الاعتقال في الصحراء بين جرابلس ودير الزور. لقد ساروا عبر البلاد سيرًا على الأقدام في رحلة شاقة وقاسية. اضطرت النساء والأطفال للسير فوق الجبال وعبر الصحاري. وكثيرًا ما تم تجريد هؤلاء الأشخاص من ملابسهم وسوء معاملتهم. لم يحصلوا على ما يكفي من الغذاء والماء، ومات مئات الآلاف من الأرمن على طول الطريق. 
 كتبت نوريتزا ماتوسيان في صوت الأرمن، 
 زرت الشهر الماضي صحراء دير الزور في حقول القتل والكهوف والأنهار حيث قُتل مليون أرمني. عرضت عليّ قطعة أرض ما زالت تنحسر. يطلق عليها مكان الأرمن. لقد دفنت آلاف الجثث هناك لدرجة أن الأرض كانت تغرق منذ 80 عامًا. تظهر عظام وأضلاع فخذ بشرية إلى السطح. 
 كتب بيتر بالاكيان في صحيفة نيويورك تايمز: "بالنسبة للأرمن، أصبح لدير الزور معنى تقريبي لأوشفيتز". "كلاهما، بطرق مختلفة، هما بؤرة موت وعمليات منهجية للقتل الجماعي؛ كل مكان رمزي، اسم مكتوب على خريطة مظلمة. دير الزور هو مصطلح يلتصق بك أو يلتصق بك مثل لدغة أو شوكة: "ص" أو "ض" أو "- صلب، منشار، يشبه السكين".

في عام 2010، صرح رئيس أرمينيا، سيرج سركيسيان: 
تم تدمير النصب التذكاري والمتحف من قبل تنظيم الدولة الإسلامية في عام 2014. تم استرداده في عام 2017. لقد تعهد الرئيس بشار الأسد بإعادة الموقع كجزء من إعادة بناء سوريا.

## معرض الصور

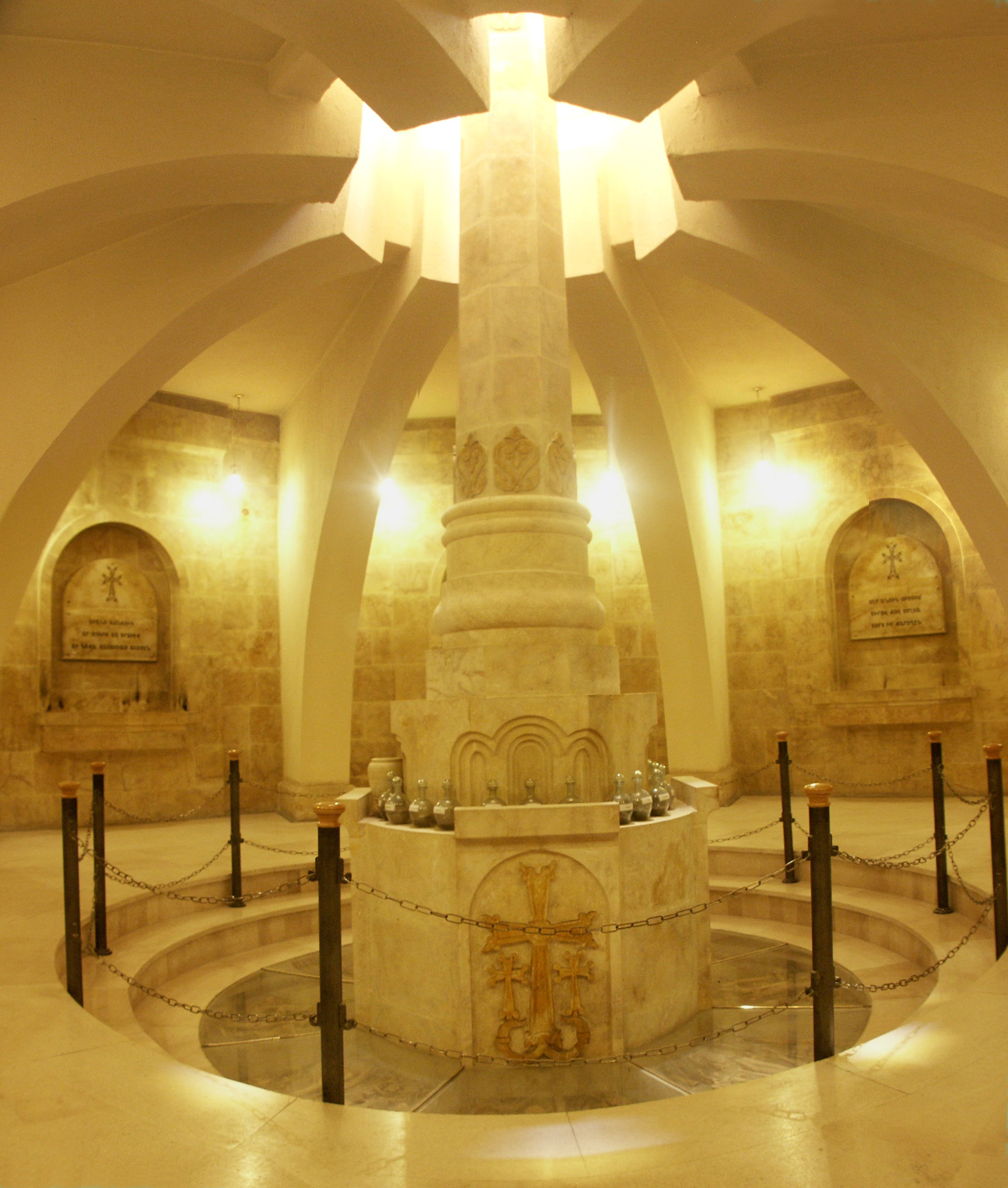
متحف الإبادة الأرمنية في دير الزور
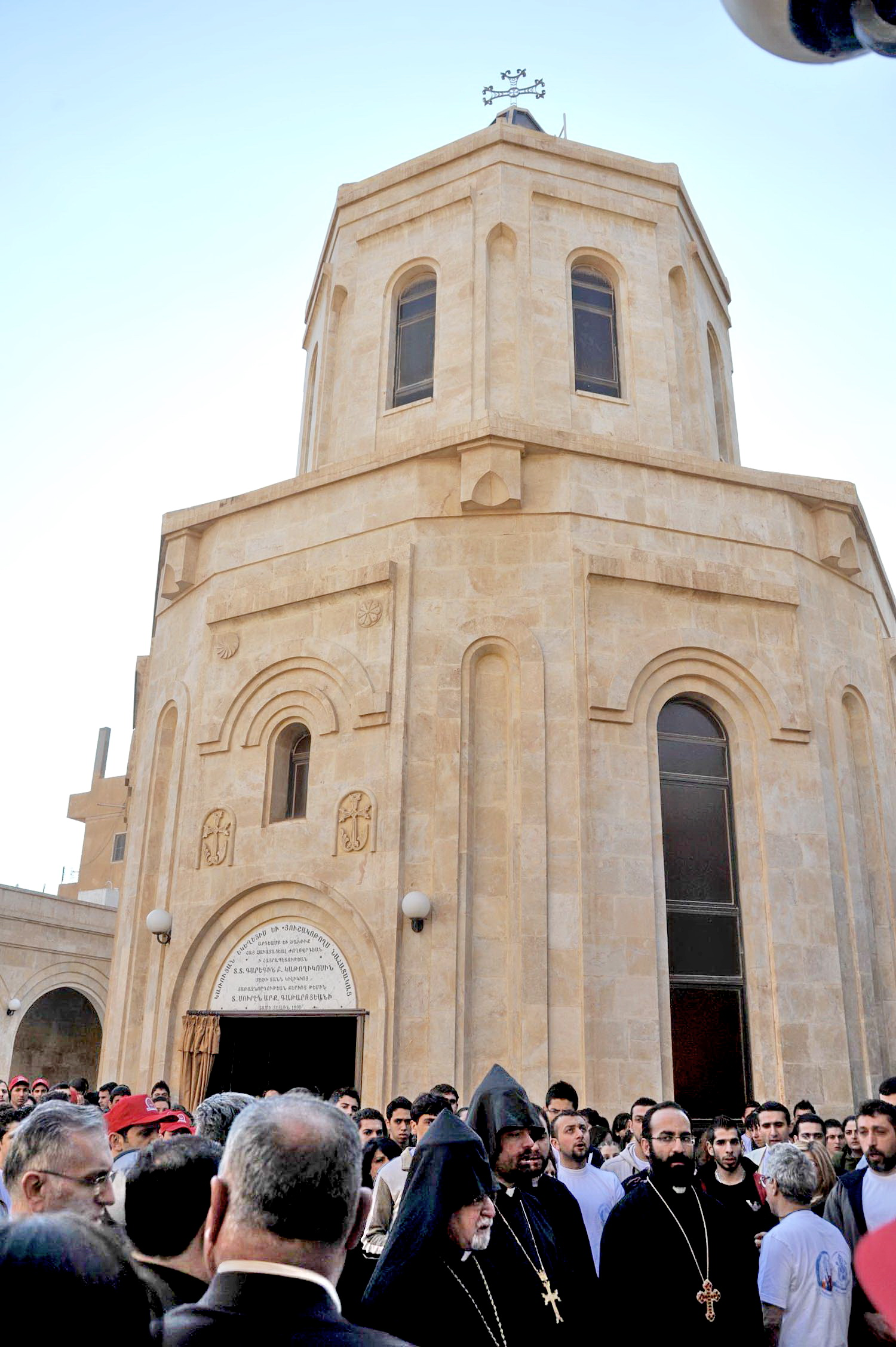
النصب التذكاري للإبادة الجماعية الأرمنية في دير الزور
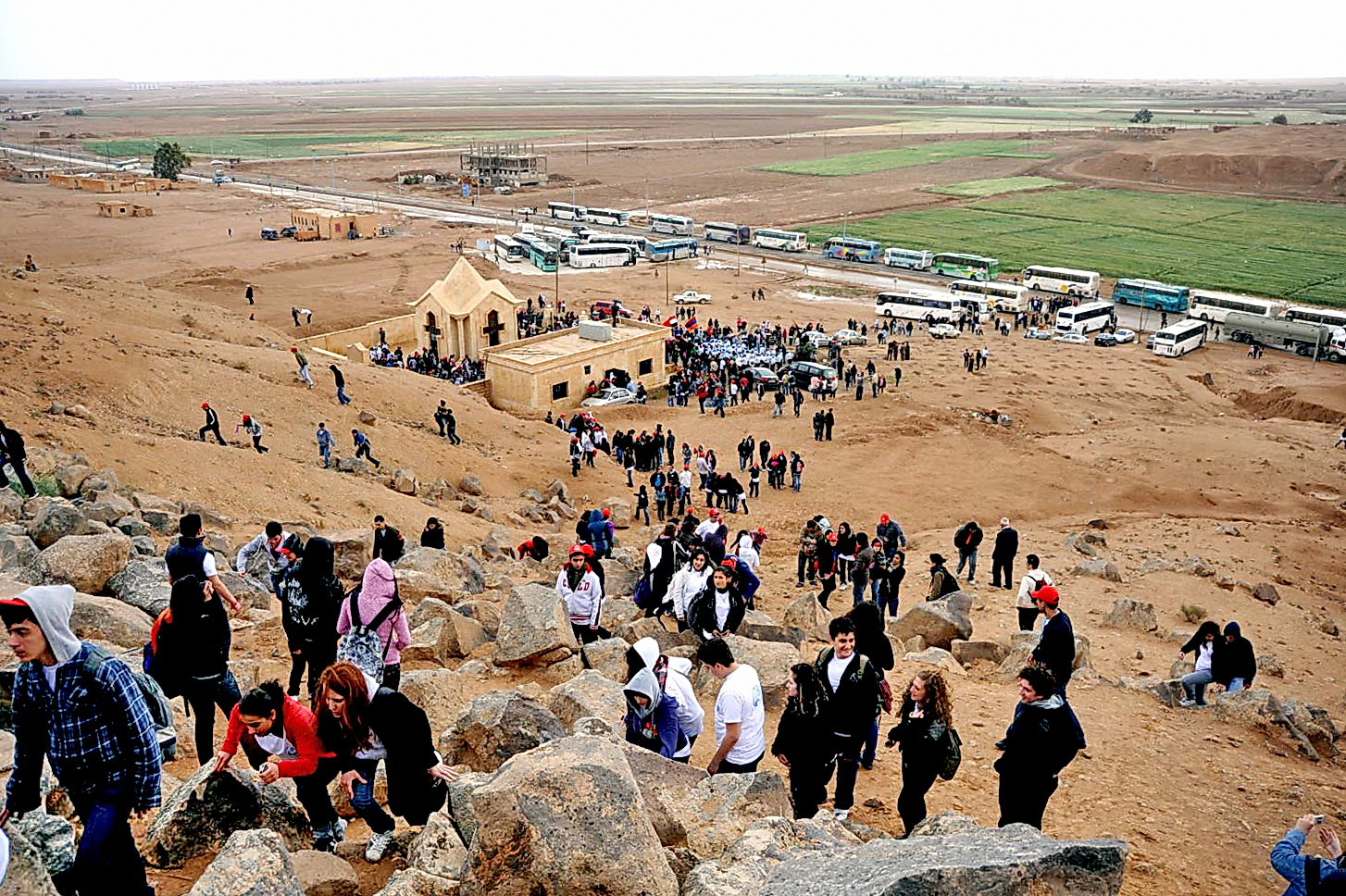
مصلى سورب هارتيون (قرية القيامة) في قرية مرغدة
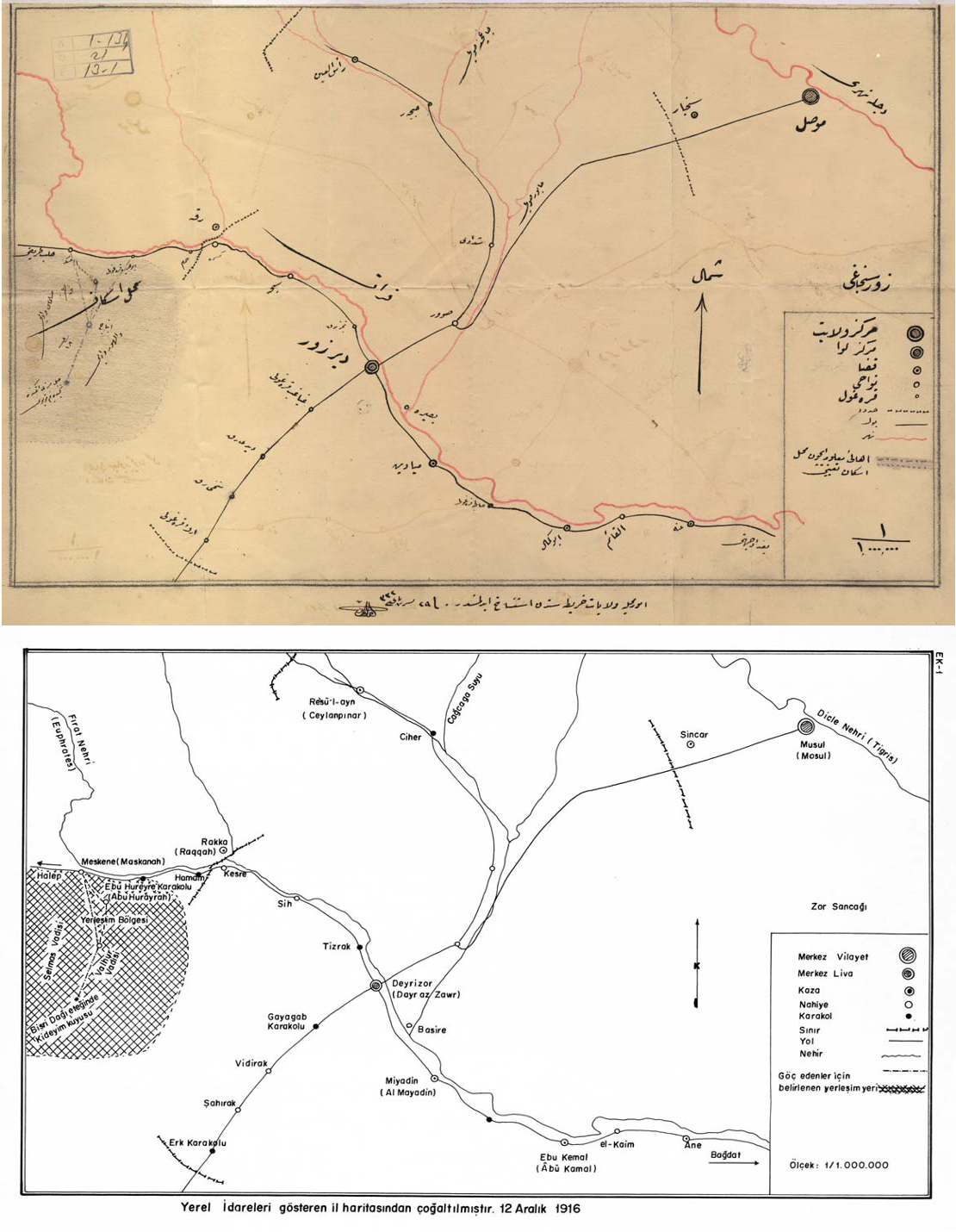
مخيم اللاجئين الأرمن في دير الزور
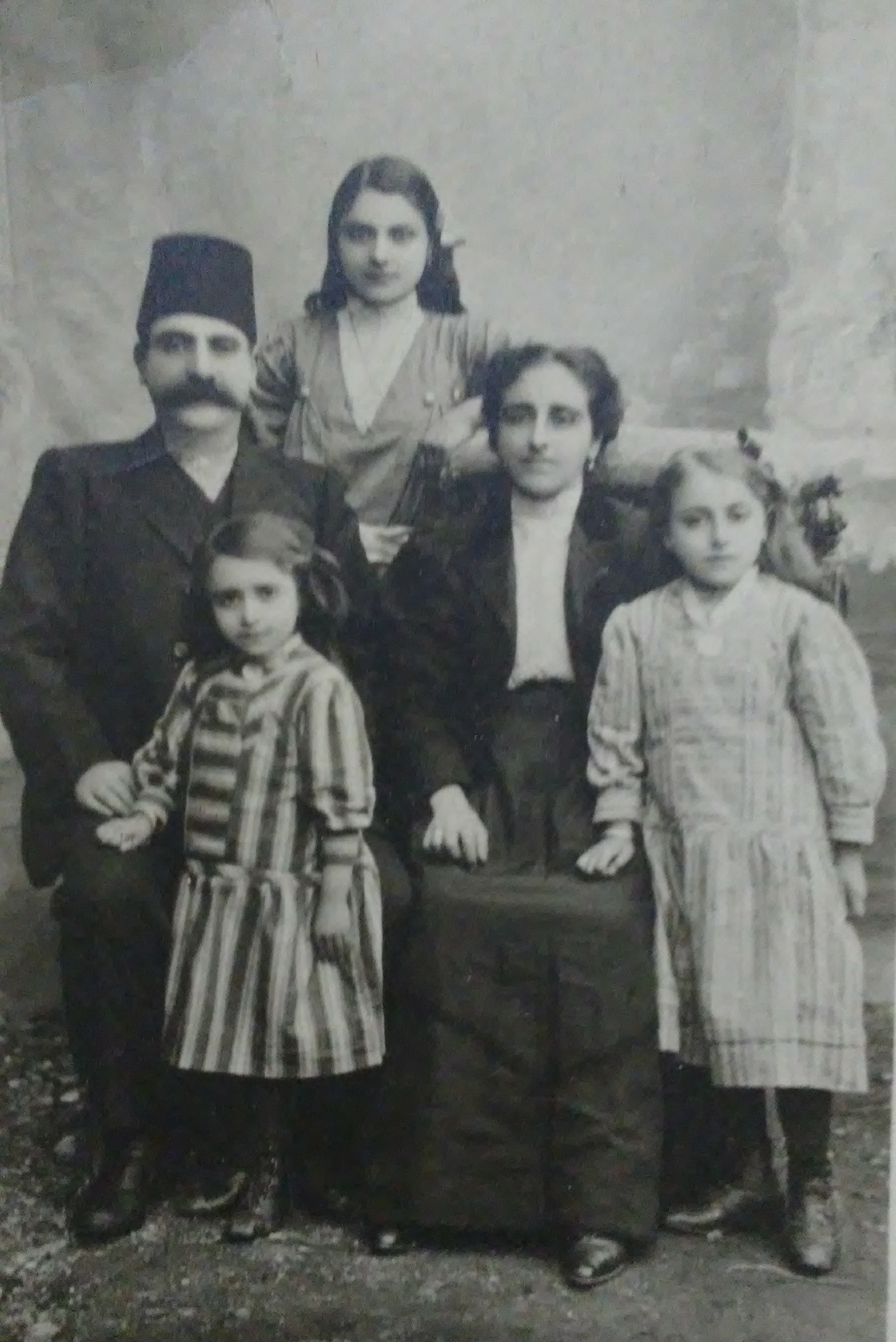
أشجييان، عائلة رُحِّلت إلى دير الزور وقتلت عام 1915 (الصورة حوالي العام 1909)
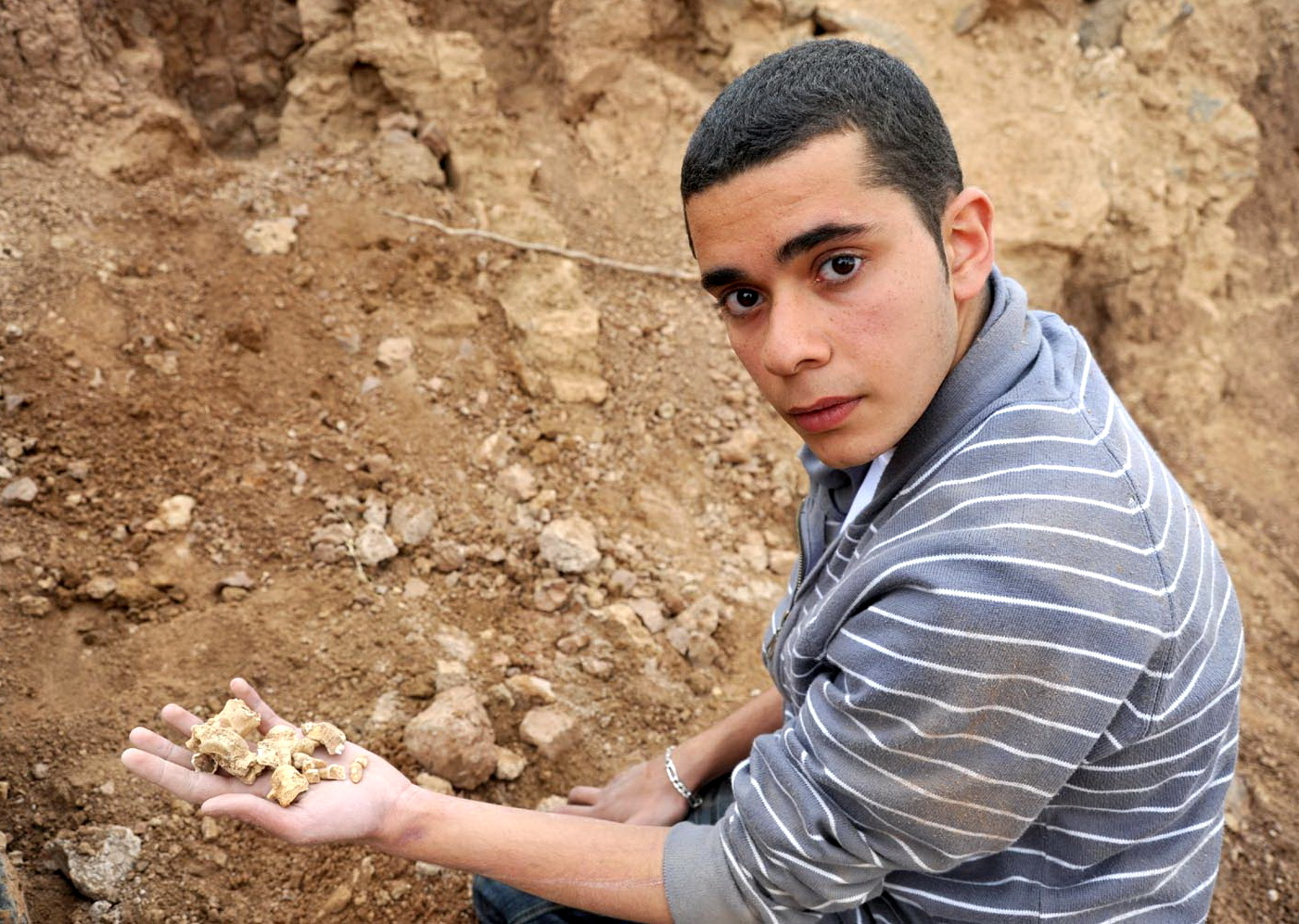
كشف عظام الضحايا الأرمن في دير الزور عام 2009.

## قائمة المراجع
- To the Desert: Pages from My Diary, by Vahram Dadrian. Translated by Agop J Hacikyan, Taderon Press, 2006 (ردمك 1-903656-68-0)
- At the Crossroads of Der Zor: Death, Survival, and Humanitarian Resistance', by Hilmar Kaiser, Luther and Nancy Eskijian, Gomidas Institute, 2002
- Survivors: An Oral History Of The Armenian Genocide, by Donald E. Miller, Lorna Touryan Miller, University of California Press, 1999, (ردمك 0-520-21956-2)

## روابط خارجية
- النصب التذكاري للإبادة الجماعية في دير الزور
- دير الزور - الكنيسة التذكارية للإبادة الجماعية الأرمنية على موقع يوتيوب
- النصب التذكاري والمجمع التذكاري في دير الزور في سوريا
- وشم الجدة 2011 (دير. Suzanne Khardalian [الإنجليزية]